# Palazzo Quetta - Alberti Colico
Il Palazzo Quetta - Alberti Colico è un palazzo storico di Trento, la cui peculiarità risiede nella facciata affrescata risalente al XV-XVI secolo.

## Storia
In epoca medievale, la struttura che attualmente compone il palazzo era suddivisa in due proprietà differenti; questa suddivisione permaneva anche all'inizio del XVI secolo, con la parte sinistra di proprietà del signore Odorico da Povo e la parte destra di proprietà di Andrea Regio, collaboratore del principe vescovo di Trento Bernardo Clesio. Le due facciate presentavano stili decorativi diversi, mentre l'intento del principe vescovo era quello di avere su Contrada Larga (vecchio nome dell'attuale Via Rodolfo Belenzani) un prospetto in linea con il gusto rinascimentale.
L'insistenza dell'ecclesiastico portò i due proprietari a vendere, e intorno al 1536 entrambe le porzioni furono acquistate da Antonio de Ziliis di Quetta, amico del Vescovo Bernardo Clesio fin dagli anni giovanili, e che divenne diplomatico e giureconsulto ricoprendo per lunghi anni la carica di Cancelliere del Principato Vescovile di Trento. Venne inoltre nominato conte palatino da Ferdinando I d'Asburgo nel 1537. Discendente da una famiglia di vassalli vescovili della Val di Non fin dal XII secolo che fu ascritta alla nobiltà tridentina dal principe vescovo Giovanni von Hinderbach nelle persone di Pietro, Matteo e Cristoforo, padre e zii di Antonio. Il nuovo proprietario trasformò i due edifici in un'unica residenza, cercando anche di omologare gli stili e intervenendo sul portale e sulle finestre della facciata.
Durante il Concilio di Trento il palazzo ospitò il cardinale Girolamo Seripando, che vi morì il 17 marzo 1563. Successivamente il palazzo venne ceduto all'Ordine dei Gesuiti, che a loro volta lo cedettero nel 1657 al futuro principe vescovo Francesco Alberti Poja; costui ne fece dono alla nipote, Marina Alberti Poja, moglie di Gianfrancesco Alberti, conte di Colico. Il palazzo rimase di proprietà di questa famiglia, ribattezzata Alberti-Colico, fino al XIX secolo, passando poi ai baroni Salvadori. In tempi recenti è stato sede di una tipografia e della sede regionale della SIP.

## Descrizione
Nonostante i rimaneggiamenti successivi, che tentarono di dare uno stile omogeneo all'edificio, permane visibile la precedente divisione in due proprietà distinte. La porzione di sinistra, più grande e di proprietà di Odorico da Povo, è caratterizzata da un motivo a sezioni (pelte) rosse e verdi, con all'interno dei fiori araldici bianchi ombreggiati di rosso e grigio. Sulla facciata si intuiscono la posizione delle antiche finestre, ora sostituite da una trifora e una bifora sorretta da un balcone.
La porzione di destra, proprietà di Andrea Regio, mostra nella parte inferiore una decorazione che simulava una parete in pietra lavorata con sfere e punte di diamante, mentre le altre pitture risultano più eterogenee. In linea con le finestre della sezione a sinistra, le aperture del primo piano si compongono di una bifora e una monofora.
Il nuovo proprietario, Antonio Quetta (1480-1556), fece realizzare un nuovo portale d'ingresso ad arco e con stipiti a candelabre scolpite. Sopra il portone fece realizzare lo stemma della sua famiglia, uno scudo con tre gigli di campo affiancati, in verticale. Sopra l'architrave con lo stemma famigliare è presente una lastra di pietra nella quale è scolpito il monogramma di Bernardino da Siena, cioè un sole con le lettere IHS sorretto da due angeli.
Contemporanee al nuovo proprietario sono le pitture nella parte alta (sotto tetto) dell'edificio, attribuite a Marcello Fogolino: una fascia scura con teste a monocromo bianche. Tutte le teste maschili sono rappresentate di profilo, mentre l'unica testa femminile è rappresentata frontalmente. Nel fregio sottostante sono rappresentati vasi, motivi vegetali, creature marine e putti.